# みのりかリズム4
みのりかリズム4とは、決められた言葉をリズムよく言うゲーム。みのりかリズム、リズム4ゲームともいう。TBS系バラエティ番組、学校へ行こう!で紹介され、人気を博した。

## 由来
このゲームの由来はリズムゲームという遊びにある。基本となるルールはみのりかリズム4とほぼ同じ（相違点は一拍目の叩く場所が机でなく腿（もも）であることと、スタートとなる掛け声が「《親の呼び名》から始まるリズムのゲーム」であること）で、みのりかリズム4が「学校へ行こう!」内で紹介される前から存在しているが、2003年7月1日に「学校へ行こう!」内の「休み時間向上委員会」でリズム4ゲームとして放送。同年7月22日にみのりかリズム4と改称されたことで俗にこのように呼ばれる。
みのりかリズムという名前は、番組の司会者であるみのもんた（みのりかわ学園校長）と、またゲームが4拍子で進行されることにかけた。
2016年、トレンディエンジェルの斎藤司の持ちネタとかけた「斎藤さんゲーム」が綾野剛と高畑充希出演の携帯電話会社のCMから流行している。ベースはこのゲームと同じだが、自分の名前の部分が「ペッ」に変わり、「斉藤さん」とコールされた場合は「斉藤です」と全員でコールする。

## ルール
人数は2人から。6人くらいが程よい緊張感のもと楽しめる。
1. 始める前に、各々のプレーヤーの「呼び名」2音[注 1]を確認する。その後じゃんけん等で親を決める。
2. 手を使って全員でリズムを取る。リズムは4拍子で、1拍目は机を両手で叩き、2拍目は手拍子を叩き、3拍目は右手を、4拍目は左手を握る。
3. ゲームのスタートとなる掛け声、「《親の呼び名》、から、はじ、まる、リズ、ムに、合わ、せて（8拍）」 を全員で言う。
4. 親は次の4拍を使って他のプレーヤーを指名する。指名の方法は、リズムの3拍目に他のプレーヤーの呼び名、4拍目に1から4の数字を指定する。
5. 名前を呼ばれた者は、次の4拍のリズムに合わせて、親が4拍目に指定した回数分だけ自分の呼び名を繰り返す。ただし、指定回数が1なら4拍目に、2なら3・4拍目に、3なら2・3・4拍目に、4なら1・2・3・4拍目に言う。
6. 呼ばれた者が、自分の呼び名と回数をリズムに合わせて間違えずに言えると、その人が親になる。以後、4から6を繰り返す。ここで間違えた場合、その時点で負けとなる。

### 追加ルール
うー1ルール
指定された数字が1の時、呼ばれた人だけでなく全員が、3拍目に「うー」、4拍目に呼ばれた人の呼び名を言わなければならない。その際リズムは、3・4拍目で握った両手を前へ出す。
2003年8月5日に「学校へ行こう!」で紹介。
リズム8
4拍目で指定する数字が、8まで指定できるようにする（5のときは、4拍目と次のリズムの1・2・3・4拍目、6のときは、3・4拍目と次のリズムの1・2・3・4拍目といった具合）。
2003年9月9日に「学校へ行こう!」で紹介。
チェケルール
4拍目で「チェケ」を指定されたら、呼ばれた人は「YO、チェケ、ラッ、チョ」といわなければならない。リズムは3拍目に右手を、 4拍目に左手を、チョキの形から突き出した二本の指を軽く曲げた形で前に突き出す。
2003年10月14日に「学校へ行こう!」で紹介。
このルールは好評であり、以後は最初からチェケルールありで行われることが多かった。
猪木ルール
3・4拍目で「ボンバイ、エ」と指定されたら、全員が「1、2、3、ダー」といわなければならない。当然、親はそのまま継続する。
2004年2月3日に「学校へ行こう!」で紹介。
0ルール
回数に0を指定できる。0を指定された場合、呼ばれた人はすぐ親となり次のリズムで次の人を指名しなければならない。自分の呼び名は言わなくてもよいが、指名に遅れればミスとなる。
呼び名二つルール
呼び名を一人につき2つ設定して行う。指名する時はどちらの呼び名を使ってもよく、指名されたときはその呼び名で指定回数分言わなければならない。
ダブルコールルール
3拍目だけではなく、2拍目にも誰かの名前を指定できる。必ず指定しなくても良い。
3拍目に呼ばれた人はもちろんだが、2拍目に呼ばれた人も同じように行わなければならない上に指名権利は無い。（3拍目に呼ばれた人だけが指名権を持つ）
よってほとんどの他ルールと重複しない。
（例：A『　 → B → C → 2』→ BC『　 → 　 → ♪ → ♪ 』→指名権利は3拍目のC）
その他、「学校へ行こう!」ではゲストが来た際に、ゲストの名前にちなんだ早口言葉を言わなければならないといった特別ルールが設定されることがあった。